# 灰階音樂
灰階音樂（常以英文名Greytone Music为人所知）是一家香港獨立唱片廠牌及音樂出版公司，由KENI、J1M3和JB共同創立。成立初期主要以音樂頻道為主，透過平台分享音樂讓聽眾和音樂人有一個交集點。廠牌的音樂風格廣泛，包括嘻哈，R&B，電子音樂等。

## 旗下藝人
- JB
- KENI
- MAEL
- WOLFE
- W.LIN
- J1M3
- Novel Friday

已離開
- Tyson Yoshi
- MADBOII
- BMW（周文傑）

## 外部連結
- YouTube上的灰階音樂 GREYTONE MUSIC頻道 （繁體中文）
- GREYTONE MUSIC 灰階音樂的Facebook專頁
- GREYTONE MUSIC Official Instagram